# Rőser Orsolya Hajnalka
Rőser Orsolya Hajnalka (Kolozsvár, 1977. augusztus 13.) magyar opera-énekesnő (szoprán).

## Életpályája
1992 és 1996 között a budapesti Szent István Király Zeneművészeti Szakközépiskolában tanult. 1999-tól 2003-ig a Magyar Állami Operaház Operastúdiójának növendéke volt. 1998 és 2007 között részt vett Hamari Júlia professzor mesterkurzusain (Steinau, Stuttgart, Firenze, Wien, Eltville, Budapest).

## Főbb szerepei
- Donizetti: Szerelmi bájital – Adina
- Donizetti: Szerelmi bájital – Gianetta
- Donizetti: Bolondokháza – Norina
- Donizetti: A csengő – Serafina
- J. Strauss: Egy éj Velencében – Anina
- W. A. Mozart: Figaro házassága – Barbarina
- Kacsóh Pongrác: János Vitéz  – Iluska
- G. Gershwin: Porgy és Bess – Clara
- W. A. Mozart: A varázsfuvola – Az éj királynője
- G. Meyerbeer: A hugenották – Valois Margit
- Erkel Ferenc: Bánk bán – Melinda
- Benjamin Britten: Lukrécia meggyalázása – Lucia
- G. Puccini: Bohémélet – Musetta
- Lloyd Webber: Az operaház fantomja – Carlotta Giudicelli

## Díjai, elismerései
- Az Év Hangja - A Magyar Állami Operaház és a Deutsche Telekom díja – 1. díj (1999)
- A Magyar Rádió énekversenye – 2. díj (2000)
- II. Nemzetközi Oratórium Énekverseny – 2. díj (Budapest, 2007)
- Francisco Viñas Nemzetközi Énekverseny – Döntő (Barcelona, 2008)
- VI. Nemzetközi Simándy József Énekverseny – 1. díj és 6 különdíj (Szeged, 2008)
- Magyar Ezüst Érdemkereszt (2020)